# Jicop le proscrit

Jicop le proscrit (The Lonely Man) est un western américain réalisé par Henry Levin et sorti en 1957.

## Synopsis
Après quinze années d'une vie d'homme traqué, d'errance (car partout où il va, personne ne veut de lui), fuyant ses ennemis, Jicop, (Jacob Wade) un tireur d'élite, décide de se ranger et de s'occuper de son fils, maintenant un jeune homme, Charlie (Riley Wade) qui le hait violemment car il le tient pour responsable de la mort de sa mère. Cependant, il suit son père car lui non plus ne sait où aller.
En désespoir de cause, ils reviennent donc à leur ranch "Monolithe" avec une ancienne amie, Ada Marshall, que Jicop avait rencontré dans une maison de jeu et pour laquelle il avait tué un homme. Ils travaillent en capturant des mustangs dans la montagne dont un bel étalon blanc. Mais rien n'est simple: Charlie est sensible au charme d'Ada, Jicop est menacé de cécité et son ennemi de toujours, King Fisher et sa bande le retrouvent.

## Fiche technique
- Titre original : The Lonely Man
- Titre français : Jicop le proscrit
- Réalisation : Henry Levin
- Assistants réalisateur : Bernard McEveety, Gary Nelson (non crédité)
- Scénario : Harry Eddex, Robert E. Smith
- Photographie : Lionel Lindon
- Effets spéciaux : Farciot Edouart, John P. Fulton
- Son : Paul Franz, Winston H. Leverett
- Montage : William B. Murphy (en)
- Direction artistique : Roland Anderson (en), Hal Pereira
- Décors : Robert C. Bradfield, Sam Comer
- Maquillage : Wally Westmore
- Musique : Nathan Van Cleave (en)
- Production : Pat Duggan
- Société de production : Paramount Pictures
- Pays d'origine : États-Unis
- Dates de sortie : 21 juin 1957 en France, le 10 novembre 1957 à Fargo dans le Dakota du Nord aux États-Unis
- Format : Noir et blanc - 35 mm - 1,85:1 (Vistavision) - Son mono
- Genre : Western
- Durée : 88 minutes

## Distribution
- Elaine Aiken : Ada Marshall
- Claude Akins (VF : Claude Bertrand) : Blackburn
- James Bell (VF : Maurice Dorléac) : le juge Hart
- Moody Blanchard : Bode
- Ray Boyle : Matt
- Neville Brand (VF : Jean Martinelli) : King Fisher
- Taggart Casey : le shérif Bradley
- Elisha Cook Jr (VF : Henry Charrett) : Willie
- Billy Dix : un joueur de poker à Red Bluff
- John Doucette : Sundown Whipple
- Milton Frome (en) : le député de Bixby-Bonneville
- Kenneth Hooker : un joueur de poker à Red Bluff
- Wess Hudman : Milt
- William Meader : un joueur de poker à Red Bluff
- Robert Middleton (VF : Pierre Morin) : Ben Ryerson
- Zon Murray : barman
- Paul Newlan (en) : Fence Green
- Tudor Owen (VF : Camille Guérini) : le forgeron, Monsieur MacGregor
- Alan Page : un spectateur
- Jack Palance (VF : Raymond Loyer) : Jacob Wade
- Anthony Perkins (VF : Michel François) : Riley Wade
- Denver Pyle (VF : René Arrieu) : Brad, le shérif de Red Bluff
- Dick Ryan : un vieil homme
- Harry Shannon (VF : Richard Francœur) : Docteur Fisher
- Russell Simpson : un joueur de poker à Red Bluff
- Lee Van Cleef : Faro
- Philip Van Zandt : Burnsey
- Adam Williams : Lon
- Dan White : Butcher
- Tennessee Ernie Ford : voix du chanteur

## Autour du film
- Les extérieurs du film ont été tournés dans Alabama Hills, Lone Pine en Californie et à Iverson Ranch, Chatsworth, Los Angeles en Californie.
- Actuellement pour visionner ce western, il existe une édition DVD en langue française avec pour titre «L'Uomo Solitario»